# Pseudoclitocybe
Pseudoclitocybe — рід грибів родини Tricholomataceae. Назва вперше опублікована 1956 року.

## Галерея

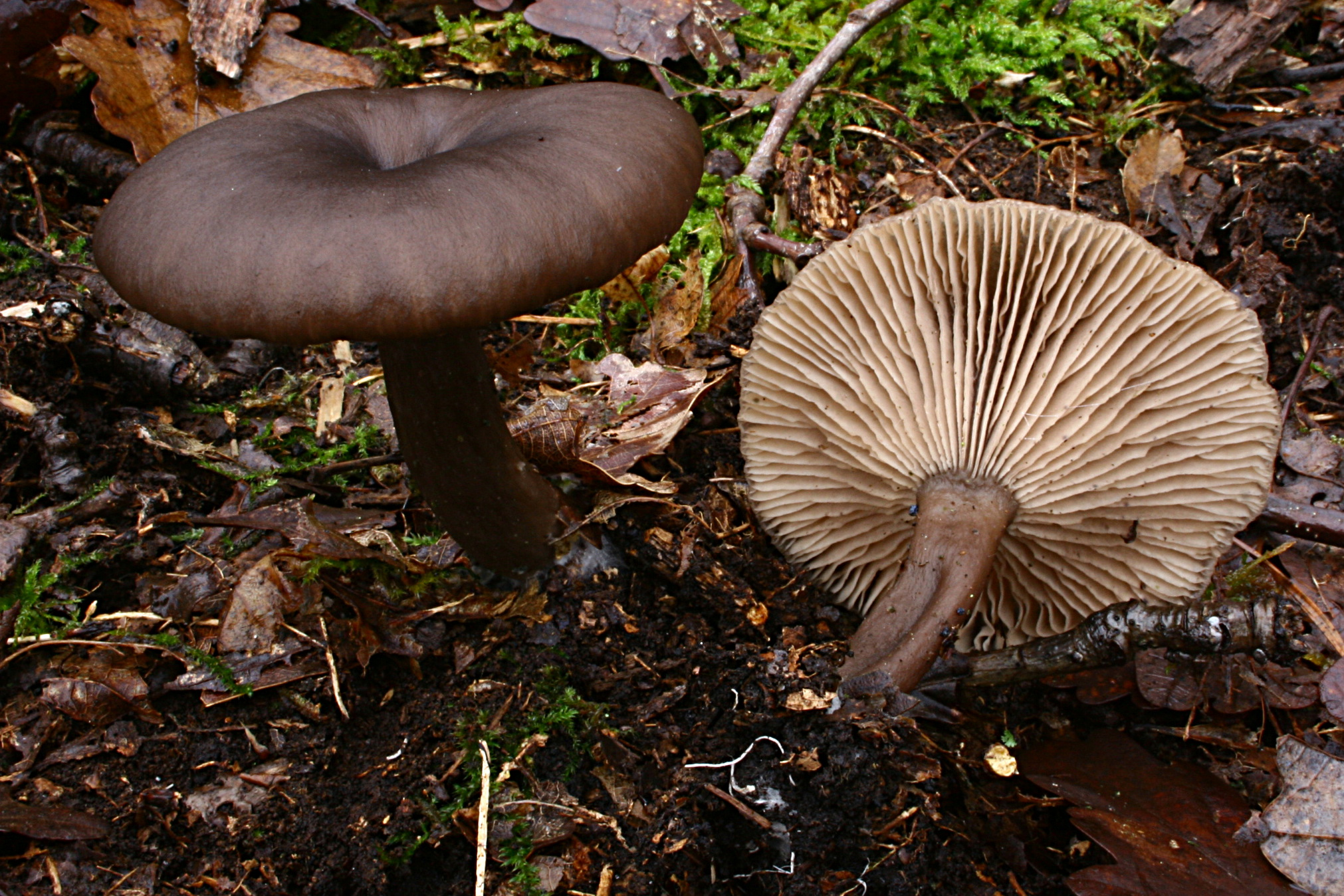
Pseudoclitocybe cyathiformis
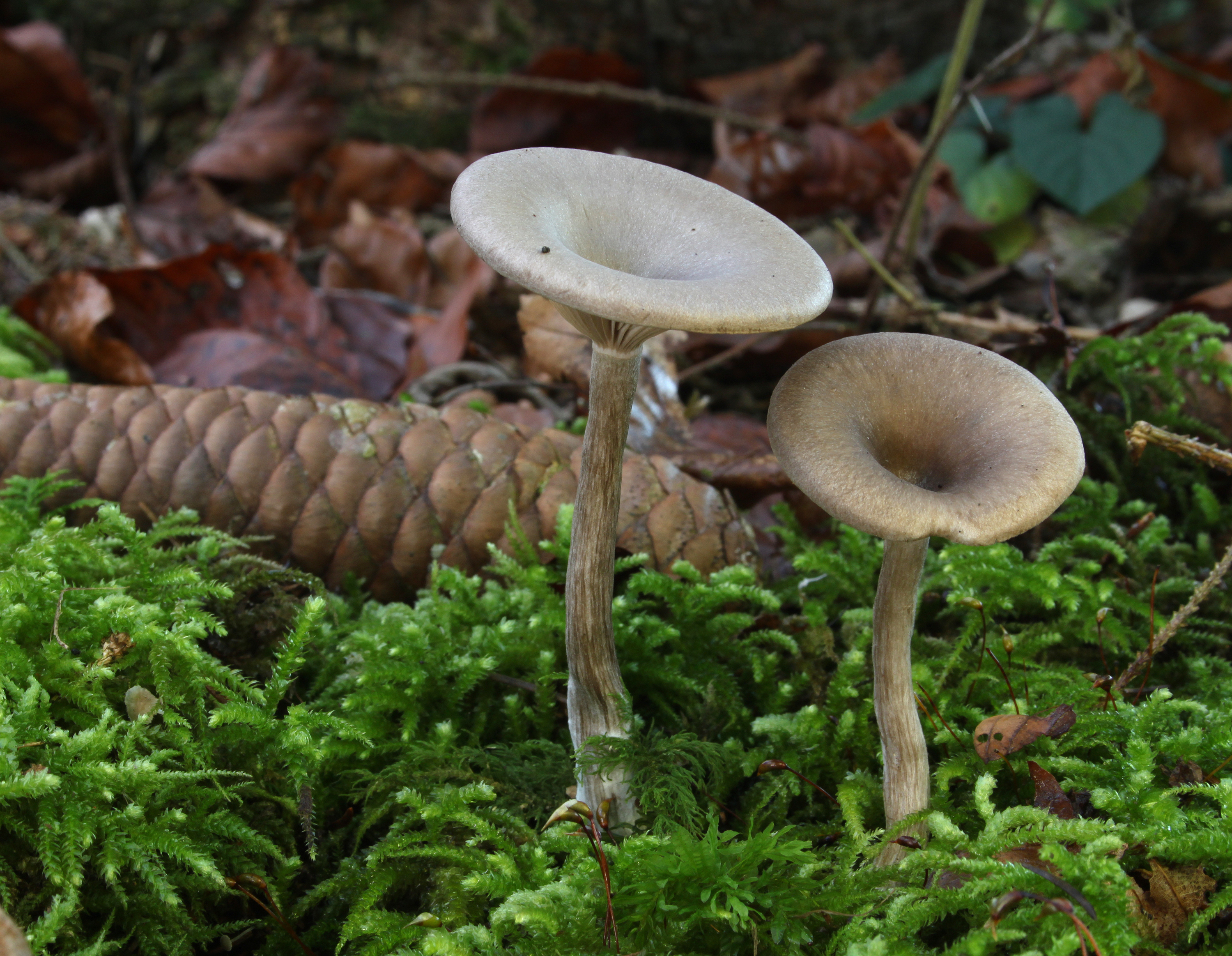
Pseudoclitocybe cyathiformis
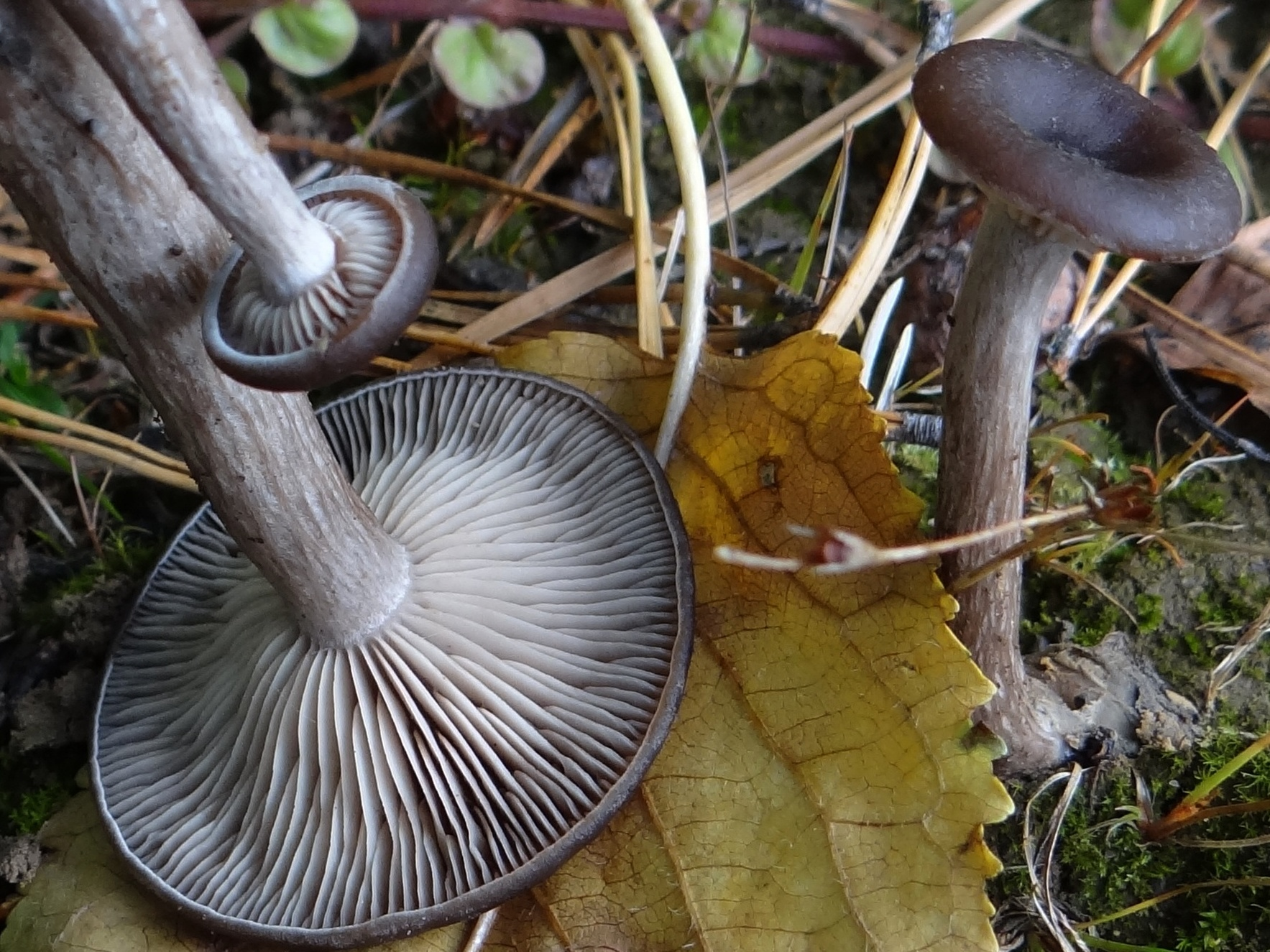
Pseudoclitocybe cyathiformis